# کارایوانتسا
کارایوانتسا (به بلغاری: Karaivantsa) یک منطقهٔ مسکونی در بلغارستان است که در شهرستان دریانوو واقع شده‌است.